# ماسایوشی اوهیرا
ماسایوشی اوهیرا (انگلیسی: Masayoshi Ōhira؛ زاده ۱۲ مارس ۱۹۱۰ – درگذشته ۱۲ ژوئن ۱۹۸۰) یک سیاست‌مدار اهل ژاپن بود.